# Viper (actriz porno)
Viper, nombre artístico de Stephanie Patricia Green (Oak Ridge, Tennessee; 12 de septiembre de 1959 - Portsmouth, Nuevo Hampshire; 24 de diciembre de 2010), fue una actriz pornográfica estadounidense.

## Biografía
Stephanie Patricia Green nació el 12 de septiembre de 1959 en Oak Ridge (Tennessee), pero se crio en la zona rural de Nuevo Hampshire. Interesada en el teatro y el ballet, llegó a formar parte de la New Hampshire Ballet Company desde 1968 hasta 1976, para pasar luego una temporada con el American Ballet Theatre en la ciudad de Nueva York después de graduarse de la escuela secundaria. En 1978 decidió alistarse al Cuerpo de Marines de los Estados Unidos, donde sirvió en la base Camp Lejeune (Carolina del Norte), logrando llegar al rango de cabo.
Después de seis años de servicio, fue expulsada del Cuerpo por confraternizar con sus oficiales superiores. Llegó a quedarse embarazada, sin conocerse el nombre del padre. Después de dar a luz, dio en adopción a su hijo. Se trasladó a Baltimore y comenzó a trabajar como prostituta y estríper en un club nocturno llamado The Block.
En 1986, se mudó a Los Ángeles (California) y entró en la industria pornográfica a los 27 años. Ya dentro, conoció a Bill Margold, un influyente actor, director y agente pornográfico, con el que mantuvo una relación sentimental de casi cinco años. Debutó como actriz con la película White Trash.
Como actriz, trabajó para compañías como Sin City, Paradise Visuals, Pink Video, Vantage, Tamarack, Vidco, Bad Girl, VCA Pictures, Vivid, Filmco Releasing, Arrow, Classic X, 4 Play o Wet Video, entre otras.
En 1990 ganó su único Premio AVN en la categoría de Mejor actriz de reparto por su trabajo en Mystery of the Golden Lotus. Un año más tarde volvería a dichos premios con una nominación, en la misma categoría, por Midnight Fire.
Un año antes, en agosto de 1989, queriendo obtener más contratos, decidió realizarse un aumento de pecho, pasando de una copa 34A a 34DD. La operación tuvo una repercusión negativa en Vivid, como expuso su compañero Margold, que le llevó a una "esquizofrenia de implantes", que condujo a un colapso mental en septiembre de 1990. En mayo de 1991 desapareció, si bien fue encontrada posteriormente, llegó a dejar su carnet de conducir, su tarjeta de la seguridad social y su cartilla de nacimiento en una lápida de un cementerio de Arkansas. Ese mismo año decidió retirarse de la industria en 1991, habiendo rodado 187 películas como actriz.
Fuera de la escena pornográfica, destacó por un breve papel en la película de 1988 Vice Academy, donde también participó la actriz pornográfica Ginger Lynn, y en la que Viper interpretaba a una directora de cine porno.
Tras su retiro, regresó a Portsmouth (Nuevo Hampshire), donde se había criado, y comenzó a trabajar como estilista, peluquera y flebotomista. El 24 de diciembre de 2010 falleció en su domicilio a consecuencia de un cáncer de pulmón.
Algunos de sus trabajos fueron Anal Attraction 2, Back Door Lust, Coffee and Cream, Erotic Heights, Flaming Tongues 2, Hindlick Maneuver, Lesbian Lovers, Nasty Girls, Phone Sex Girls 5, Titty Titty Bang Bang o Viper's Place.

## Premios y nominaciones
| Año  | Ceremonia   | Resultado | Premio                  | Trabajo                     |
| ---- | ----------- | --------- | ----------------------- | --------------------------- |
| 1990 | Premios AVN | Ganadora  | Mejor actriz de reparto | Mystery of the Golden Lotus |
| 1991 | Premios AVN | Nominada  | Mejor actriz de reparto | Midnight Fire (en vídeo)    |